# Eucalyptopsis papuana
Eucalyptopsis papuana là một loài thực vật thuộc họ Myrtaceae. Loài này có ở Indonesia và Papua New Guinea. Chúng hiện đang bị đe dọa vì mất môi trường sống.